# Jorge Martín
Jorge Martín Almoguera biệt danh Martinator (sinh ngày 29 tháng 1 năm 1998) là một tay đua mô tô người Tây Ban Nha. Anh từng đoạt chức vô địch thể thức Moto3 năm 2018. Ở thể thức MotoGP, Martin từng giành chức Á quân mùa giải 2023 và là nhà vô địch MotoGP mùa giải 2024.
Mùa giải 2024, Martín thi đấu cho đội đua Prima Pramac Racing tại MotoGP.

## Sự nghiệp
Năm 2015-2018: Martin thi đấu thể thức Moto3. Anh đã giành được chức vô địch ở mùa giải 2018.
Năm 2019-2020: Martin thi đấu thể thức Moto2. Anh có được 2 chiến thắng trong giai đoạn này. Kết quả cao nhất là vị trí thứ 5 chung cuộc ở mùa giải 2020. Đây cũng là mùa giải mà Martin phải nghỉ thi đấu 2 chặng do bị nhiễm COVID-19.
Mùa giải MotoGP 2021: Martin chuyển lên thi đấu thể thức MotoGP ở đội đua Pramac, một vệ tinh của Ducati và làm đồng đội với Johann Zarco. Ngay ở chặng đua thứ hai GP Doha, anh đã bất ngờ giành được pole và có lần đầu tiên lên podium thể thức MotoGP. Không may là ở chặng đua ngay sau đó, GP Bồ Đào Nha, anh lại bị chấn thương nặng phải nghỉ thi đấu nhiều chặng. Ở chặng đua GP Styria, Martin lần thứ 2 giành pole, lần này thì anh không bỏ lỡ cơ hội để giành được chiến thắng thể thức MotoGP đầu tiên trong sự nghiệp.

## Thống kê thành tích

### Theo năm
| Năm       | Giải đua  | Xe        | Đội đua                         | Số chặng | Chiến thắng | Podium | Pole | FLap | Điểm | Plcd | Vô địch |
| --------- | --------- | --------- | ------------------------------- | -------- | ----------- | ------ | ---- | ---- | ---- | ---- | ------- |
| 2015      | Moto3     | Mahindra  | Mapfre Team Mahindra            | 18       | 0           | 0      | 0    | 0    | 45   | 17th | –       |
| 2016      | Moto3     | Mahindra  | Pull & Bear Aspar Mahindra Team | 16       | 0           | 1      | 0    | 0    | 72   | 16th | –       |
| 2017      | Moto3     | Honda     | Del Conca Gresini Moto3         | 16       | 1           | 9      | 9    | 2    | 196  | 4th  | –       |
| 2018      | Moto3     | Honda     | Del Conca Gresini Moto3         | 17       | 7           | 10     | 11   | 3    | 260  | 1st  | 1       |
| 2019      | Moto2     | KTM       | Red Bull KTM Ajo                | 19       | 0           | 2      | 0    | 1    | 94   | 11th | –       |
| 2020      | Moto2     | Kalex     | Red Bull KTM Ajo                | 13       | 2           | 6      | 1    | 2    | 160  | 5th  | –       |
| 2021      | MotoGP    | Ducati    | Pramac Racing                   | 14       | 1           | 4      | 4    | 0    | 111  | 9th  | –       |
| 2022      | MotoGP    | Ducati    | Pramac Racing                   | 20       | 0           | 4      | 5    | 2    | 152  | 9th  | –       |
| 2023      | MotoGP    | Ducati    | Prima Pramac Racing             | 20       | 4           | 8      | 4    | 2    | 428  | 2nd  | –       |
| Tổng cộng | Tổng cộng | Tổng cộng | Tổng cộng                       | 153      | 15          | 44     | 34   | 12   | 1518 |      |         |

### Theo giải đua
| Giải đua  | Năm       | Chặng đua đầu tiên | 1st Pod             | Chiến thắng đầu tiên | Số chặng | Chiến thắng | Podium | Pole | FLap | Điểm | WChmp |
| --------- | --------- | ------------------ | ------------------- | -------------------- | -------- | ----------- | ------ | ---- | ---- | ---- | ----- |
| Moto3     | 2015–2018 | 2015 Qatar         | 2016 Czech Republic | 2017 Valencia        | 67       | 8           | 20     | 20   | 5    | 573  | 1     |
| Moto2     | 2019–2020 | 2019 Qatar         | 2019 Japan          | 2020 Austria         | 32       | 2           | 8      | 1    | 3    | 254  | 0     |
| MotoGP    | 2021–nay  | 2021 Qatar         | 2021 Doha           | 2021 Styria          | 54       | 5           | 16     | 13   | 4    | 691  | 0     |
| Tổng cộng | 2015–nay  | 2015–nay           | 2015–nay            | 2015–nay             | 153      | 15          | 44     | 34   | 12   | 1518 | 1     |

### Chi tiết
(chú thích) (Chữ In đậm nghĩa là tay đua giành pole, chữ in nghiêng nghĩa là tay đua giành fastest lap)
| Năm  | Giải   | Xe       | 1        | 2       | 3        | 4       | 5       | 6      | 7       | 8       | 9       | 10      | 11     | 12      | 13      | 14      | 15       | 16      | 17      | 18      | 19      | 20       | Pos  | Pts |
| ---- | ------ | -------- | -------- | ------- | -------- | ------- | ------- | ------ | ------- | ------- | ------- | ------- | ------ | ------- | ------- | ------- | -------- | ------- | ------- | ------- | ------- | -------- | ---- | --- |
| 2015 | Moto3  | Mahindra | QAT 15   | AME Ret | ARG 22   | SPA 14  | FRA Ret | ITA 17 | CAT 11  | NED 18  | GER 12  | INP 10  | CZE 11 | GBR Ret | RSM 15  | ARA 7   | JPN 11   | AUS 15  | MAL 12  | VAL 14  |         |          | 17th | 45  |
| 2016 | Moto3  | Mahindra | QAT Ret  | ARG 8   | AME Ret  | SPA Ret | FRA 18  | ITA 14 | CAT Ret | NED WD  | GER Ret | AUT 6   | CZE 2  | GBR 10  | RSM DNS | ARA 6   | JPN Ret  | AUS 6   | MAL Ret | VAL 10  |         |          | 16th | 72  |
| 2017 | Moto3  | Honda    | QAT 3    | ARG 3   | AME 2    | SPA 9   | FRA Ret | ITA 15 | CAT 3   | NED 4   | GER DNS | CZE DNS | AUT 3  | GBR 3   | RSM Ret | ARA 4   | JPN 15   | AUS 3   | MAL 2   | VAL 1   |         |          | 4th  | 196 |
| 2018 | Moto3  | Honda    | QAT 1    | ARG 11  | AME 1    | SPA Ret | FRA Ret | ITA 1  | CAT Ret | NED 1   | GER 1   | CZE DNS | AUT 3  | GBR C   | RSM 2   | ARA 1   | THA 4    | JPN Ret | AUS 5   | MAL 1   | VAL 2   |          | 1st  | 260 |
| 2019 | Moto2  | KTM      | QAT 15   | ARG Ret | AME 15   | SPA Ret | FRA 20  | ITA 16 | CAT 15  | NED Ret | GER 9   | CZE 13  | AUT 7  | GBR 12  | RSM 12  | ARA 9   | THA 6    | JPN 3   | AUS 2   | MAL Ret | VAL 5   |          | 11th | 94  |
| 2020 | Moto2  | Kalex    | QAT 20   | SPA 3   | ANC 6    | CZE 8   | AUT 1   | STY 2  | RSM     | EMI     | CAT Ret | FRA Ret | ARA 3  | TER 6   | EUR 2   | VAL 1   | POR 6    |         |         |         |         |          | 5th  | 160 |
| 2021 | MotoGP | Ducati   | QAT 15   | DOH 3   | POR DNS  | SPA     | FRA     | ITA    | CAT 14  | GER 12  | NED Ret | STY 1   | AUT 3  | GBR Ret | ARA 9   | RSM Ret | AME 5    | EMI Ret | ALR 7   | VAL 2   |         |          | 9th  | 111 |
| 2022 | MotoGP | Ducati   | QAT Ret  | INA Ret | ARG 2    | AME 8   | POR Ret | SPA 22 | FRA Ret | ITA 13  | CAT 2   | GER 6   | NED 7  | GBR 5   | AUT 10  | RSM 9   | ARA 6    | JPN 3   | THA 9   | AUS 7   | MAL Ret | VAL 3    | 9th  | 152 |
| 2023 | MotoGP | Ducati   | POR Ret2 | ARG 58  | AME Ret3 | SPA 4   | FRA 21  | ITA 23 | GER 1   | NED 56  | GBR 6   | AUT 73  | CAT 35 | RSM 1   | IND 21  | JPN 1   | INA Ret1 | AUS 5   | THA 1   | MAL 42  | QAT 101 | VAL Ret1 | 2nd  | 428 |